# وون دو-جائه
این یک نام کره‌ای است؛ نام خانوادگی وون است.
وون دو-جائه (انگلیسی: Won Du-jae؛ زادهٔ ۱۸ نوامبر ۱۹۹۷) بازیکن فوتبال اهل کره جنوبی است.
از باشگاه‌هایی که در آن بازی کرده‌است می‌توان به باشگاه فوتبال آویسپا فوکوئوکا، باشگاه فوتبال گیمچئون سانگمو، و باشگاه فوتبال اولسان هیوندای اشاره کرد.
وی همچنین در تیم‌های ملی فوتبال زیر ۲۰ سال، زیر ۲۳ سال و بزرگسالان کره جنوبی بازی کرده‌است.
وی در مسابقات کشوری و بین‌المللی در مجموع برندهٔ ۱ مدال طلا شده‌است.